# Pseudoefedrin
Pseudoefedrin je simpatomimetik iz hemijskih klasa fenetilamina i amfetamina. On se može koristiti kao nazalni/sinusni dekongestiv, a i kao stimulans.
Soli pseudoefedrin hidrohlorid i pseudoefedrin sulfat su prisutne u mnogim preparatima na slobodno, bilo kao jedini sastojak, ili u kombinaciji sa antihistaminicima, guaifenezinom, dekstrometorfanom, paracetamolom (acetaminofenom), ili NSAID (kao što je aspirin ili ibuprofen).

## Hemija
Pseudoefedrin je dijastereoizomer efedrina i lako se redukuje u metamfetamin, ili oksiduje u metkatinon.